# Piedmont (Virginia Occidentale)
Piedmont è un comune degli Stati Uniti d'America, situato nello Stato della Virginia Occidentale, nella contea di Mineral.